# Juan Ribero de Rada
Juan de Ribero Rada. (n. Rada, Cantabria, 1540 – m. Salamanca, 1600), arquitecto español. Puede ser hijo del maestro de cantería Juan de Ribero.
Fue discípulo de Rodrigo Gil de Hontañón y probablemente trabajó con Juan de Herrera.  Su estilo se aproxima al clasicismo.

## Obra
Trabajó en Zamora, Valladolid y Salamanca. En Zamora reedificó el claustro de la Catedral, destruido por un incendio. En Salamanca en el palacio de Orellana, en el Convento de San Esteban y en el desaparecido Convento de Nuestra Señora de la Vega. Se le atribuye la escalera del claustro del desaparecido Monasterio de San Vicente, también de Salamanca, con una solución parecida a la que había hecho su maestro Gil de Hontañón en San Esteban. En la Catedral Nueva fue responsable del cambio de la proyectada girola, de estilo gótico, por la solución resultante de cabecera con testero plano. En Ciudad Rodrigo intervino en la Capilla Cerralbo.
Trabajó con asiduidad con el también maestro cantero cántabro Juan de Nates, con ocasión de obras como las trazas del Monasterio de la Santa Espina en 1575 o las trazas del Monasterio de las Huelgas Reales de Valladolid en 1579.
En 1582 Juan de Nates efectúa el traspaso de la obra del Monasterio de San Claudio de León a Felipe de la Cajiga mientras que la trazas son de Juan Ribero de Rada.
Aproximadamente en 1583 Ribero de Rada traza el interior de la iglesia del Monasterio de las Huelgas Reales de Valladolid junto con Mateo Elorriaga mientras que Juan de Nates efectúa las trazas del exterior.
De hecho en 1600 a la muerte de Juan Ribero de Rada, Juan de Nates se hace cargo de continuar las obras dejadas por este en la Iglesia de San Agustín en Madrigal de las Altas Torres (Ávila). 
Tradujo al castellano el libro de Arquitectura de Andrea Palladio. Aunque no está certificado, lo más probable es que  muriese en Salamanca, pues se sabe que por entonces trabajaba en la Iglesia de San Andrés, de los Carmelitas Calzados, de esta ciudad.